# Cyclopogon saccatus
Cyclopogon saccatus är en orkidéart som först beskrevs av Achille Richard och Henri Guillaume Galeotti, och fick sitt nu gällande namn av Rudolf Schlechter. Cyclopogon saccatus ingår i släktet Cyclopogon, och familjen orkidéer. Inga underarter finns listade i Catalogue of Life.